# 성유빈 (배우)
성유빈(한국 한자: 成愉頻, 2000년 7월 25일~)은 대한민국의 배우이다.

## 학력
- 서울신학초등학교 (졸업)
- 중산중학교 (졸업)
- 중산고등학교 (졸업)
- 중앙대학교 공연영상창작학부 연극전공 (재학)

## 배우 활동
2011년 영화 《완득이》에서 유아인의 아역으로 스크린에 데뷔하였다. 한국전쟁의 처절한 현실을 다룬 단막극 《하늘재 살인사건》을 통해 서강준의 어린 시절을 연기하며 절절한 눈물 연기를 펼쳐 호평을 받았고, 최민식의 아들 석이 역을 맡은 영화 《대호》에서는 대선배의 앞에서도 주눅들지 않는 인상적인 모습을 보여주었다. 2018년 개봉한 독립영화 《살아남은 아이》로 각종 시상식에서 신인상을 수상하였다.

## 작품 목록

### 영화
| 연도 | 제목                          | 역할          | 비고             |
| ---- | ----------------------------- | ------------- | ---------------- |
| 2011 | 《블라인드》                  | 어린 김동현   | 박보검 아역      |
| 2011 | 《완득이》                    | 어린 도완득   | 유아인 아역      |
| 2011 | 《마이 웨이》                 | 어린 타츠오   | 오다기리 조 아역 |
| 2011 | 《검은 갈매기》               | 어린 준구     | 임형국 아역      |
| 2011 | 《종이꽃》                    | 경수          | 단편 영화        |
| 2013 | 《파파로티》                  | 어린 이장호   | 이제훈 아역      |
| 2013 | 《은밀하게 위대하게》         | 어린 리해진   | 이현우 아역      |
| 2013 | 《숨바꼭질》                  | 어린 백성철   | 김원해 아역      |
| 2013 | 《콩나물》                    | 수완          |                  |
| 2014 | 《역린》                      | 어린 갑수     | 정재영 아역      |
| 2014 | 《맨홀》                      | 맨홀아이      |                  |
| 2014 | 《나의 독재자》               | 중학생 김태식 | 박해일 아역      |
| 2015 | 《순수의 시대》               | 어린 김민재   | 신하균 아역      |
| 2015 | 《세계일주》                  | 한상필        |                  |
| 2015 | 《협녀, 칼의 기억》           | 감초          |                  |
| 2015 | 《대호》                      | 천석          |                  |
| 2016 | 《하유교목 아망천당》         | 어린 하목     | 우이판 아역      |
| 2017 | 《아이 캔 스피크》            | 박영재        |                  |
| 2017 | 《신과함께: 죄와 벌》         | 어린 김자홍   | 차태현 아역      |
| 2018 | 《살아남은 아이》             | 윤기현        |                  |
| 2019 | 《생일》                      | 성준          |                  |
| 2019 | 《봉오동 전투》               | 개똥이        |                  |
| 2019 | 《윤희에게》                  | 경수          |                  |
| 2021 | 《장르만 로맨스》             | 김성경        |                  |
| 2022 | 《니 부모 얼굴이 보고 싶다》  | 강한결        |                  |
| 2022 | 《마녀 Part2. The Other One》 | 서대길        |                  |
| 2023 | 《카운트》                    | 최윤우        |                  |

### 드라마
| 연도 | 방송사     | 제목                                      | 역할                    | 비고         |
| ---- | ---------- | ----------------------------------------- | ----------------------- | ------------ |
| 2011 | EBS        | 《TV로 보는 원작동화 - 용감한 형제》      | 형                      |              |
| 2013 | JTBC       | 《무정도시》                              | 어린 정시현             | 정경호 아역  |
| 2013 | tvN        | 《환상거탑》                              | 시장                    |              |
| 2013 | MBC        | 《MBC 드라마 페스티벌 - 하늘재 살인사건》 | 어린 정윤하             | 서강준 아역  |
| 2014 | SBS        | 《괜찮아, 사랑이야》                      | 어린 장재열             | 조인성 아역  |
| 2014 | MBC        | 《MBC 드라마 페스티벌 - 포틴》            | 최준                    |              |
| 2016 | tvN        | 《굿 와이프》                             | 이지훈                  |              |
| 2017 | KBS2       | 《흑기사》                                | 어린 문수호/어린 이명소 | 김래원 아역  |
| 2018 | tvN        | 《미스터 션샤인》                         | 어린 장승구             | 최무성 아역  |
| 2022 | tvN        | 《O'PENing - 저승라이더》                 | 강민석                  |              |
| 2024 | U+모바일tv | 《노 웨이 아웃 : 더 룰렛》                | 서동하                  |              |
| 2025 | tvN        | 《언젠가는 슬기로울 전공의생활》          | 홍기동                  | 7회 특별출연 |

### 뮤직비디오
| 연도 | 가수   | 곡명             | 비고 |
| ---- | ------ | ---------------- | ---- |
| 2014 | 아이유 | 소격동           |      |
| 2014 | 서태지 | 소격동           |      |
| 2016 | 이승환 | 10억 광년의 신호 |      |

## 수상 및 후보
| 연도 | 시상식                      | 부문                 | 작품          | 결과 | 출처 |
| ---- | --------------------------- | -------------------- | ------------- | ---- | ---- |
| 2018 | 제39회 청룡영화상           | 신인남우상           | 살아남은 아이 | 후보 |      |
| 2018 | 제19회 부산영화평론가협회상 | 신인남자연기자상     | 살아남은 아이 | 수상 |      |
| 2018 | 씨네21 영화상               | 올해의 신인남자배우  | 살아남은 아이 | 수상 |      |
| 2018 | KBS 연기대상                | 남자 청소년연기상    | 흑기사        | 후보 |      |
| 2019 | 제6회 들꽃영화상            | 남우주연상           | 살아남은 아이 | 수상 |      |
| 2019 | 제6회 들꽃영화상            | 신인배우상           | 살아남은 아이 | 후보 |      |
| 2019 | 제24회 춘사영화제           | 신인남우상           | 살아남은 아이 | 후보 |      |
| 2019 | 제39회 황금촬영상           | 신인남우상           | 살아남은 아이 | 수상 |      |
| 2019 | 제28회 부일영화상           | 신인남자연기상       | 살아남은 아이 | 수상 |      |
| 2022 | 제58회 백상예술대상         | 영화부문 남자 조연상 | 장르만 로맨스 | 후보 |      |